# Nionia posticus
Nionia posticus är en insektsart som beskrevs av Carl Stål 1862. Nionia posticus ingår i släktet Nionia och familjen dvärgstritar. Inga underarter finns listade i Catalogue of Life.